# Corrupião-de-baltimore
Corrupião-de-baltimore ou corrupião-laranja (Icterus galbula) é uma pequena ave migratória que passa o Verão no neárctico. Aproximando-se o Inverno migra para sul (México e áreas a sul dos Estados Unidos).
Os adultos têm um bico pontiagudo e barras  brancas nas asas. O macho tem coloração laranja no ventre e a fêmea adulta é amarelo acastanhada no dorso com asas escuras e ventre alaranjado.
Alimentam-se em árvores e arbustos, fazendo voos pequenos para caçarem insectos. Alimentam-se de insectos, bagas e néctar.

## Taxonomia

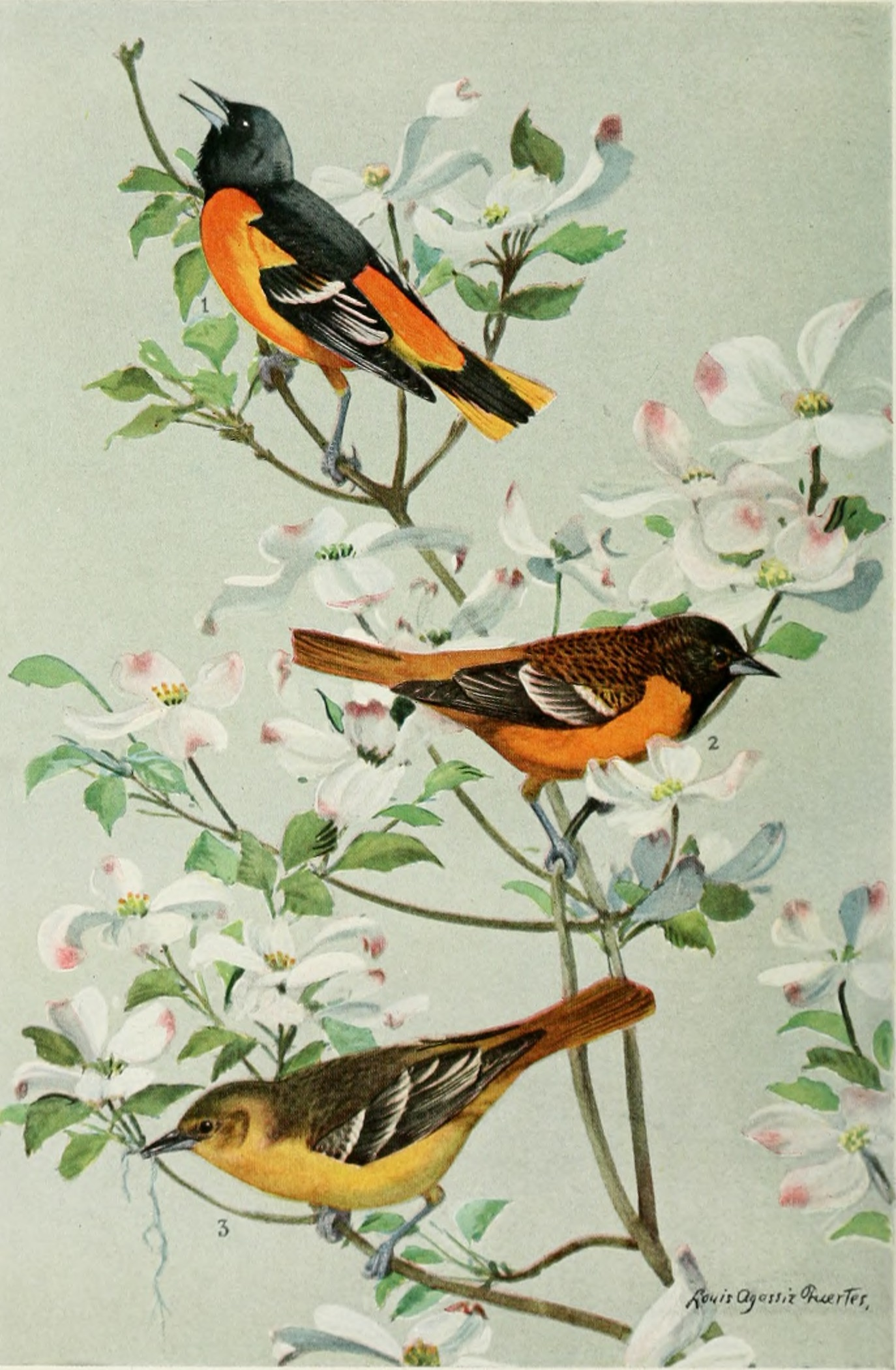
Corrupções de Baltimore

A corrupção de Baltimore foi formalmente descrita em 1758 pelo naturalista sueco Carl Linnaeus na décima edição da sua obra Systema Naturae sob a nome binomial Coracias galbula. Especificou a América como a sua localidade tipo, mas foi restrito à Virgínia em 1931. Lineu baseou a sua descrição no "pássaro de Baltimore" que tinha sido descrito e ilustrado pelo naturalista inglês Mark Catesby na sua obra Natural History of Carolina, Florida and Bahamas Islands, publicada entre 1729 e 1732. O corrugador de Baltimore é atualmente uma das 32 espécies classificadas no género Icterus, que foi introduzido em 1760 pelo ornitólogo francês Mathurin Jacques Brisson. A espécie é monotípica, o que significa que não é reconhecida qualquer subespécie.
Nos Estados Unidos, estas aves são chamadas "orioles do Novo Mundo" devido à sua semelhança superficial com os orioles europeus, mas não são realmente parentes destes. O nome do género Icterus vem do grego antigo ikteros, 'pássaro amarelo', que geralmente se acredita ser uma referência aos orioles europeus, que se acreditava curar a icterícia. O termo específico galbula é a palavra latim para 'pássaro amarelo', que também se acredita ser dos papa-figos europeus.